# Бела ропкиња
Бела ропкиња (тур. La esclava blanca) колумбијска је теленовела, продукцијске куће Caracol Televisión, снимана 2016.
У Србији се од 2019. приказује на локалним телевизијама.

## Синопсис
Прелепа Шпанкиња Викторија Кинтеро искрцала се на амерички континент, остављајући све без даха. Она је маркиза која је дошла да се закуне на вечну љубав земљопоседнику Николасу Парењу. Међутим, иза привидне среће крију се опасне намере. Годинама раније, робови су Викторију спасили сигурне смрти, пружили јој дом у својој бараци и постали њена породица. Међутим, моћници су им је истргли из руку и послали је у Шпанију, јер су сурова правила друштва била врло јасна: бело дете није смело одрастати са црним робовима, припадницима ниже расе.
Неукротива и одлучна, Викторија се вратила у родно место глумећи угледну племкињу, са жељом да стане на крај ропству. Планира да ослободи људе који су јој једном давно пружили дом и једва чека да се врати у наручје Мигела, тамнопутог роба слободног духа, који јој је украо срце још док је била девојчица. Истовремено, лепотица из Шпаније чини све да пронађе убицу својих родитеља и неће се зауставити док не оствари све своје циљеве. Јер, она зна да није кожа та која прави разлике међу људима — крв која тече људским венама исте је боје, а оно што нас међусобно разликује јесте душа која може ширити љубав и једнакост или бити затрована мржњом и похлепом.

## Улоге
| Глумац:                     | Улога:                                                     |
| --------------------------- | ---------------------------------------------------------- |
| Нереа Камачо Сара Пинзон    | Викторија Кинтеро / Лусија де Пењалвер, маркиза Бракамонте |
| Оријан Суарез Давид Поланко | Мигел Парењо                                               |
| Мигел де Мигел              | Николас Парењо                                             |
| Модесто Ласен               | Томас                                                      |
| Норма Мартинез              | доња Адела де Парењо                                       |
| Рикардо Весга               | Енрике Моралес                                             |
| Виња Мачадо                 | Еухенија де Уптон                                          |
| Мирослава Моралес           | Лоренза Арагон Јепес                                       |
| Мауро Донети                | генерал Фидел Мартинез                                     |
| Андрес Суарез               | капетан Франциско Гранадос                                 |
| Наташа Клаус                | Ана де Гранадос                                            |
| Ана Москера                 | Милагрос                                                   |
| Паола Морено                | Ремедиос                                                   |
| Карели Ласо                 | Тринидад                                                   |
| Кристина Гарсија            | Исабел Парењо, „Исабелита”                                 |
| Андрес Пара                 | Габријел Маркез                                            |
| Леонардо Акоста             | др Артуро Лопез                                            |
| Карол Маркез                | Хесус Пиментел                                             |
| Гијана Арана                | Мануела Пиментел                                           |
| Роберто Кано                | свештеник Октавио Боканегра                                |
| Барбара Переа               | Хиларија                                                   |
| Лео Соса                    | Сијерво                                                    |
| Маргот Веласкез             | Анхела Лусуми                                              |
| Педро Рода                  | Дамјан Каиседо                                             |
| Хисе Хулијан Гавирија       | Хаиме Лопез                                                |
| Андреа Гомез                | Каталина Рестрепо                                          |
| Марија Анхелика Салгадо     | Кандела                                                    |
| Траси Андраде               | Енит                                                       |
| Ернолд Кантиљо              | Хулијан                                                    |
| Алехандра Таборда           | Роса, „Росита”                                             |
| Сара Дерај                  | Лусија де Пењалвер, маркиза де Бракамонте                  |
| Карина Гера                 | Бунме                                                      |
| Нина Каиседо                | Сара                                                       |
| Адријан Макала              | Пруденсио                                                  |
| Јека Гарсес                 | Пака                                                       |